# Dongola
Dongola (přepisovaná také jako Dunqulah nebo Dunqula, starší název je Al 'Urdi) je město v Súdánu, ležící na severu země a hlavní město provincie Aš Šamálíja.
Město leží na břehu Nilu, 70 km od něj proti proudu řeky se nachází rozvaliny starého núbíjského města Dongola, které bylo významnou zastávkou na obchodní stezce z Egypta do Dárfúru. Město samotné mělo v roce 2013 okolo 13 tisíc obyvatel.